# Dreefkapel (Grimbergen)

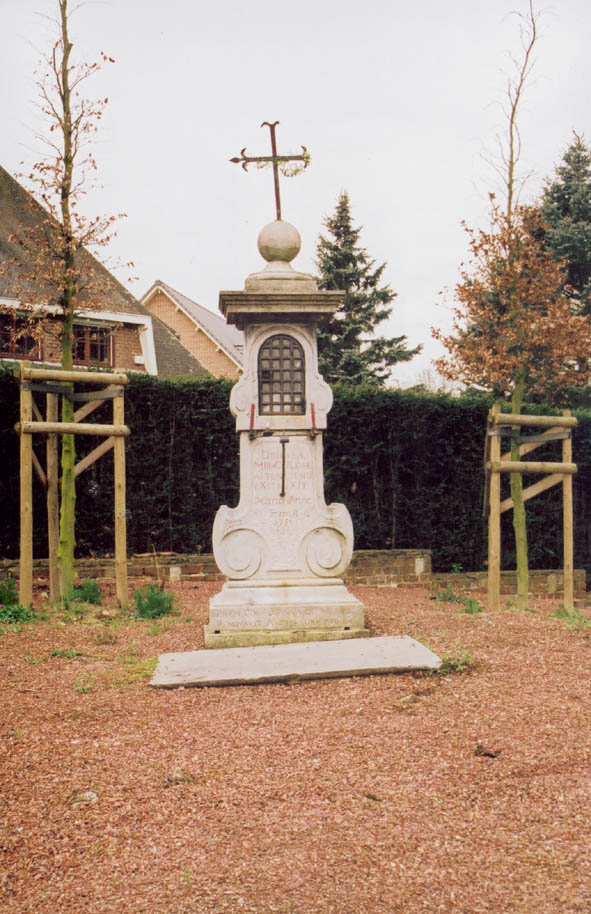

De Dreefkapel is een arduinen kapelletje te Grimbergen, toegewijd aan Maria van Altötting. Het werd opgericht door Maria de Bergue, Prinses van Grimbergen, uit dankbaarheid omdat ze was ontsnapt aan een dodelijk ongeval. Het kapelletje dateert van 1734 en was omringd door vijf eeuwenoude beuken. Ze werden echter om veiligheidsredenen gekapt en vervangen door drie jonge exemplaren.
In 1934, bij het tweede eeuwfeest van de kapel, werd ze door barones Joanna de Merode (1853 - 1944), de toenmalige eigenares van het Prinsenkasteel, gedeeltelijk vernieuwd.
Het oorspronkelijke beeldje van de kapel werd tijdens de Tweede Wereldoorlog geroofd. Grimbergse bedevaarders brachten opnieuw een mariabeeldje uit het Beierse Altötting.
Het kapelletje is eigendom van de gemeente.